# The Voice Within
Singles de Christina Aguilera
Can't Hold Us Down Car Wash
The Voice Within (La Voix intérieure) est une ballade de la chanteuse américaine Christina Aguilera. il s'agit du cinquième singles de son album Stripped.

## Chanson
The Voice Within a été écrit par Christina Aguilera et Glen Ballard. C'est la deuxième ballade de l'album Stripped, après Beautiful. RCA Records la décris comme la grande ballade de Stripped. La mélodie est simple, mémorable et la voix de la chanteuse est bien mise en avant. Les paroles sont simples, touchantes, Christina fait passer un message d'espoir.

## Musique
The Voice Within est une ballade, qui inclut plusieurs instruments dont: le piano, la guitare et des violons. À la fin de la chanson, il y a  des chœurs Gospel.

## Vidéo clip
Le directeur de la vidéo est David LaChapelle. Le clip est réalisé en noir et blanc. Dans le clip, Aguilera a les cheveux noirs, longs et elle porte une petite robe blanche. Au début, le clip montre le visage de Christina. Dans la scène suivante, la chanteuse semble perdue et court dans un hangar abandonné. À la fin de la vidéo, la chanteuse trouve une sortie dehors et se couche dans un grand lit blanc.
La vidéo reçoit 3 nominations au MTV Vidéo Music Awards 2004: Best Female Video, Viewer's Choice et Best Cinematography.

## Performance vocale live

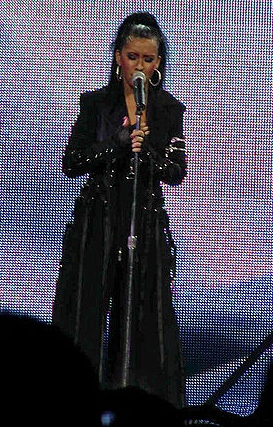
Performance The Voice Within live, Stripped World Tour

- 2003: Stripped World Tour
- Janvier 2004: Hit Machine (France)

## Reprises
La chanson est repris plusieurs fois dans des émissions de télévision musicale comme: Australian Idol, American Idol, Star Academy.

## Titres du single
1. "The Voice Within" [Album Version] — 5 min 04 s
2. "The Voice Within" [Radio Edit] — 4 min 15 s

## Awards
| Année | Cérémonie             | Award                                         | Résultat |
| ----- | --------------------- | --------------------------------------------- | -------- |
| 2004  | MTV Video Music Award | Best Female Video                             | Nommée   |
| 2004  | MTV Video Music Award | Viewer's Choice                               | Nommée   |
| 2004  | MTV Video Music Award | MTV Video Music Award for Best Cinematography | Nommée   |
| 2004  | MVPA Awards           | Best Director (David LaChapelle)              | Gagnée   |

## Remixes
- Almighty Records Remix — 8 min 01 s [a.k.a. Almighty Definitive Mix & Almighty 12" Club Mix]
- Almighty PA — 8 min 01 s
- Almighty Dub — 7 min 57 s
- Almighty Radio [Edit 1] — 3 min 31 s
- Almighty Radio [Edit 2] — 4 min 01 s
- Almighty Mix Show
- Bertoldo & Bermudez Club Mix - 9 min 22 s
- Radio Edit featured on Totally Hits 2004 & Keeps Gettin' Better - A Decade Of Hits; 4 min 26 s

## Classement
| Classement (2003-2004)                    | Meilleure position |
| ----------------------------------------- | ------------------ |
| Allemagne (Media Control AG)              | 13                 |
| Australie (ARIA)                          | 8                  |
| Autriche (Ö3 Austria Top 40)              | 7                  |
| Belgique (Flandre Ultratop 50 Singles)    | 14                 |
| Belgique (Wallonie Ultratop 50 Singles)   | 40                 |
| Canada (Hot 100)                          | 10                 |
| Danemark (Tracklisten)                    | 9                  |
| Europe (Hot 100)                          | 13                 |
| Allemagne (Media Control AG)              | 13                 |
| Hongrie (Rádiós Top 40)                   | 8                  |
| Irlande (IRMA)                            | 4                  |
| Italie (FIMI)                             | 19                 |
| Pays-Bas (Single Top 100)                 | 8                  |
| Nouvelle-Zélande (RMNZ)                   | 16                 |
| Norvège (VG-lista)                        | 13                 |
| Suède (Sverigetopplistan)                 | 13                 |
| Suisse (Schweizer Hitparade)              | 3                  |
| Royaume-Uni (UK Singles Chart)            | 9                  |
| États-Unis (Hot 100)                      | 33                 |
| États-Unis - Billboard Pop 100            | 11                 |
| États-Unis - Billboard Top 40 Mainstream  | 11                 |
| États-Unis - Billboard Adult Comtemporary | 16                 |
| États-Unis - ARC Weekly Top 40            | 7                  |
| États-Unis - Billboard Top 40 Tracks      | 17                 |

### Classement de fin d'année
| Classement (2003) | Position |
| ----------------- | -------- |
| UK                | 195      |
| Classement (2004) | Position |
| Autriche          | 37       |
| Suisse            | 35       |